# 朱英燿
楚世子朱英燿（？—1545年），是楚愍王朱顯榕之庶長子，明朝楚國世子。因謀殺父親朱顯榕，被朝廷處死。

## 楚藩宫变
楚世子朱英燿由於與父親宮人私通，又加上與父親爭奪妓女，於是打算謀逆。嘉靖二十四年（1545年），朱英燿在武昌楚王府世子所张灯置酒，邀父亲朱显榕、武冈王朱显槐赴宴，於筵席中命人擊殺父親。朱显槐逃出。
朱英燿以楚王「中风」上报朝廷，卻遭到朱显榕的侍从朱贵向武昌巡撫、按察使揭發，朱英燿又逼崇阳王朱显休代为保奏。但是通山王朱英炊又上疏，狀告朱英燿弒父之事。
嘉靖帝遣中官和驸马邬景和、侍郎喻茂坚前往武昌审讯。朱英燿最后服罪，被送往北京，当年九月诏告太庙后处死，從犯或斬、或貶。
根據當時一些史料《萬曆野獲編》、《戒庵老人漫筆》的說法，朱英燿之所以弒父，主要是因為朱顯榕意圖逼迫朱英燿讓出世子之位，給顯榕的幼子朱英㷿，英燿為了自保，只好痛下毒手。
六年後，嘉靖帝以朱英燿之弟朱英㷿为楚王。

## 家庭

### 高祖父
東安恭定王朱季塛

### 曾祖父
楚靖王朱均鈋

### 祖父
楚端王朱榮㳦

### 叔父
- 二叔：保康榮康王朱顯樟
- 三叔：武岡王朱顯槐

### 父
楚愍王朱顯榕

### 弟
庶三弟：楚恭王朱英㷿